# Eunidia quadricincta
Eunidia quadricincta là một loài bọ cánh cứng trong họ Cerambycidae.